# 阿尔伯特·科恩

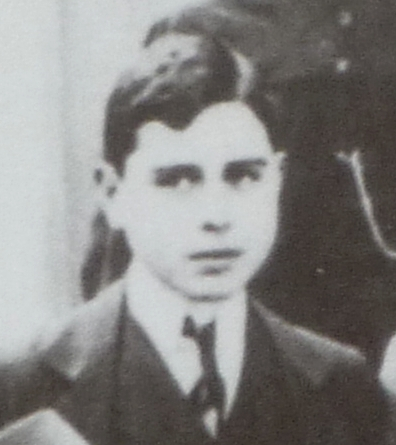
阿尔伯特·科恩

阿尔伯特·科恩（1895年8月16日 - 1981年10月17日）是一位出生于希腊的羅馬尼奧猶太人，他也是一位小说家，主要用法语写作。 1919年，他獲得瑞士国籍。他曾在國際勞工組織任職。 